# Großgrimberg
Großgrimberg, auch Groß Grimberg oder Mönchgrimberg, ist ein Ortsteil der Gemeinde Odenthal im Rheinisch-Bergischen Kreis. Er liegt nördlich von Hüttchen.

## Geschichte
Der Hof ist aus Waldschenkungen von 1210 und 1259 des bergischen Ministerials Pilgrim und des Udo von Scherf der Abtei Altenberg zugeflossen. Er blieb bis zur Aufhebung des Klosters in dessen Besitz.
Mit Urkunde vom 4. Januar 1340 werden der „Stellmacher Lambert von Grimberg, Konrad von Grimberg und dessen Sohn Friedrich von Grimberg“ als Bewohner ausgewiesen. In den Jahren 1499–1502 hatte Großgrimberg an die Abtei Altenberg laut Einnahmeregister der Abtei jährlich 6 Malter Hafer, ½ Schwein, 6 Hühner und 100 Eier geliefert.
Aus einer erhaltenen Steuerliste von 1586 geht hervor, dass die Ortschaft Teil der Honschaft Breidbach im Kirchspiel Odenthal war.
Der Ort ist auf der Topographischen Aufnahme der Rheinlande von 1824 und auf der Preußischen Uraufnahme von 1840 als Mönchgrimmberg verzeichnet. Ab der Preußischen Neuaufnahme von 1892 ist er auf Messtischblättern regelmäßig als Groß Grimberg oder ohne Namen verzeichnet.
| Jahr | Einwohner | Wohn- gebäude | Kategorie       | Bemerkung            |
| ---- | --------- | ------------- | --------------- | -------------------- |
| 1822 | 14        |               | Hof             | (Groß-)Grimberg gen. |
| 1830 | 16        |               | Hof             |                      |
| 1845 | 34        | 3             | Höfe und Kotten |                      |
| 1871 | 12        | 2             | Güter           | Grossgrimberg gen.   |
| 1885 | 15        | 2             | Ortschaft       | Groß Grimberg gen.   |
| 1895 | 17        | 2             | Ortschaft       | Groß Grimberg gen.   |
| 1905 | 20        | 3             | Ortschaft       |                      |

## Galerie

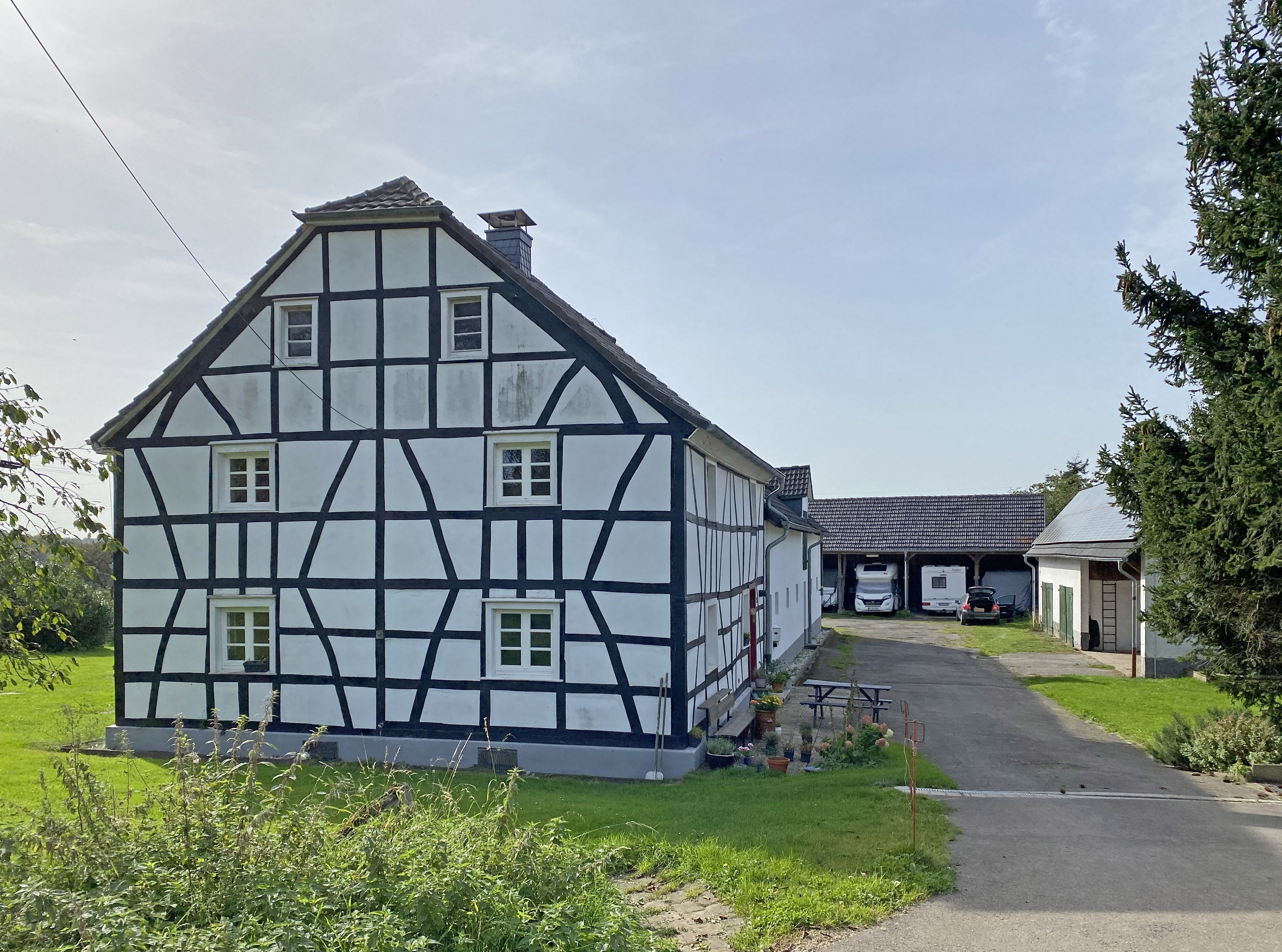
Fachwerkhof Großgrimberg
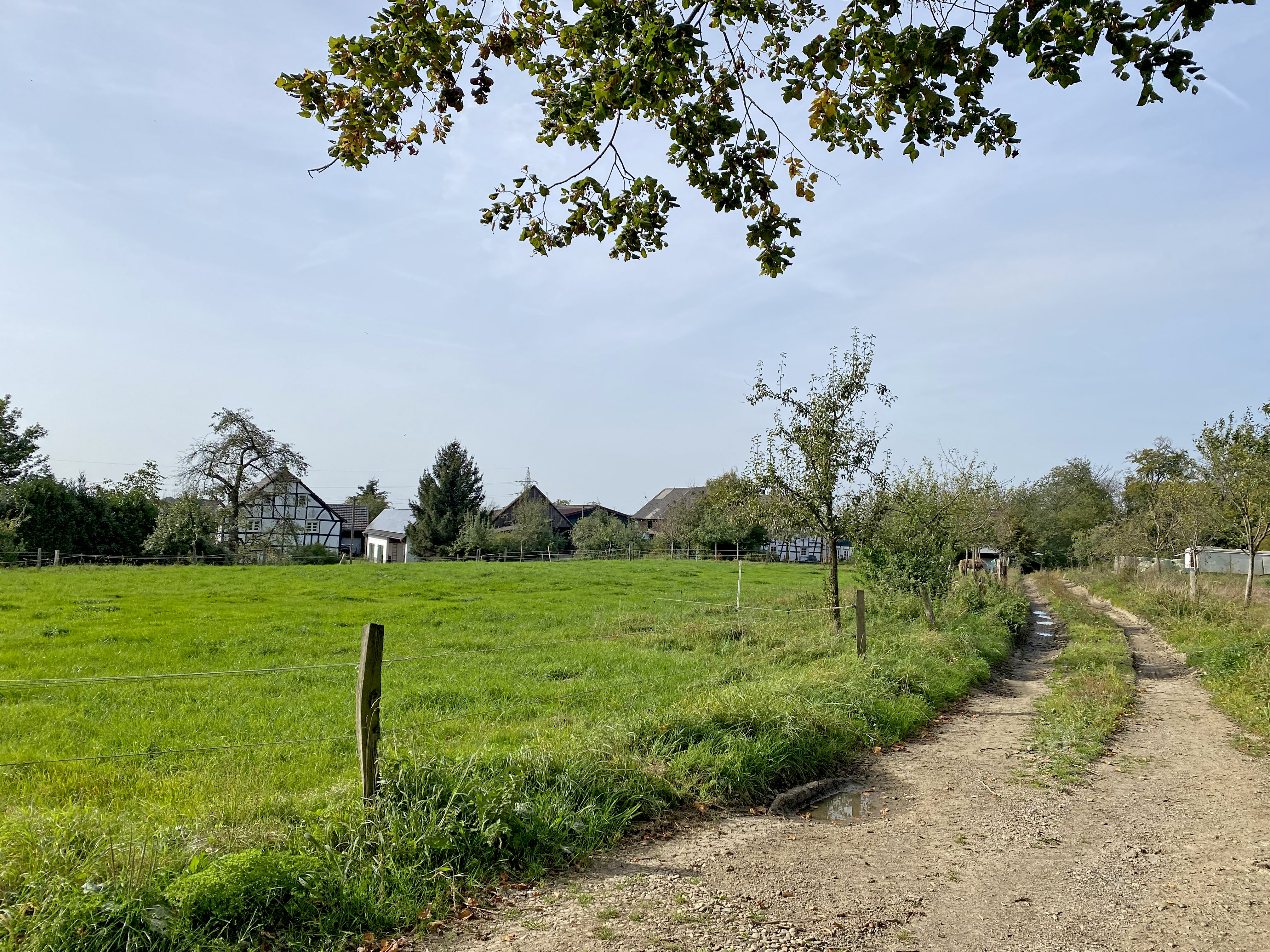
Doppelhofstelle Großgrimberg
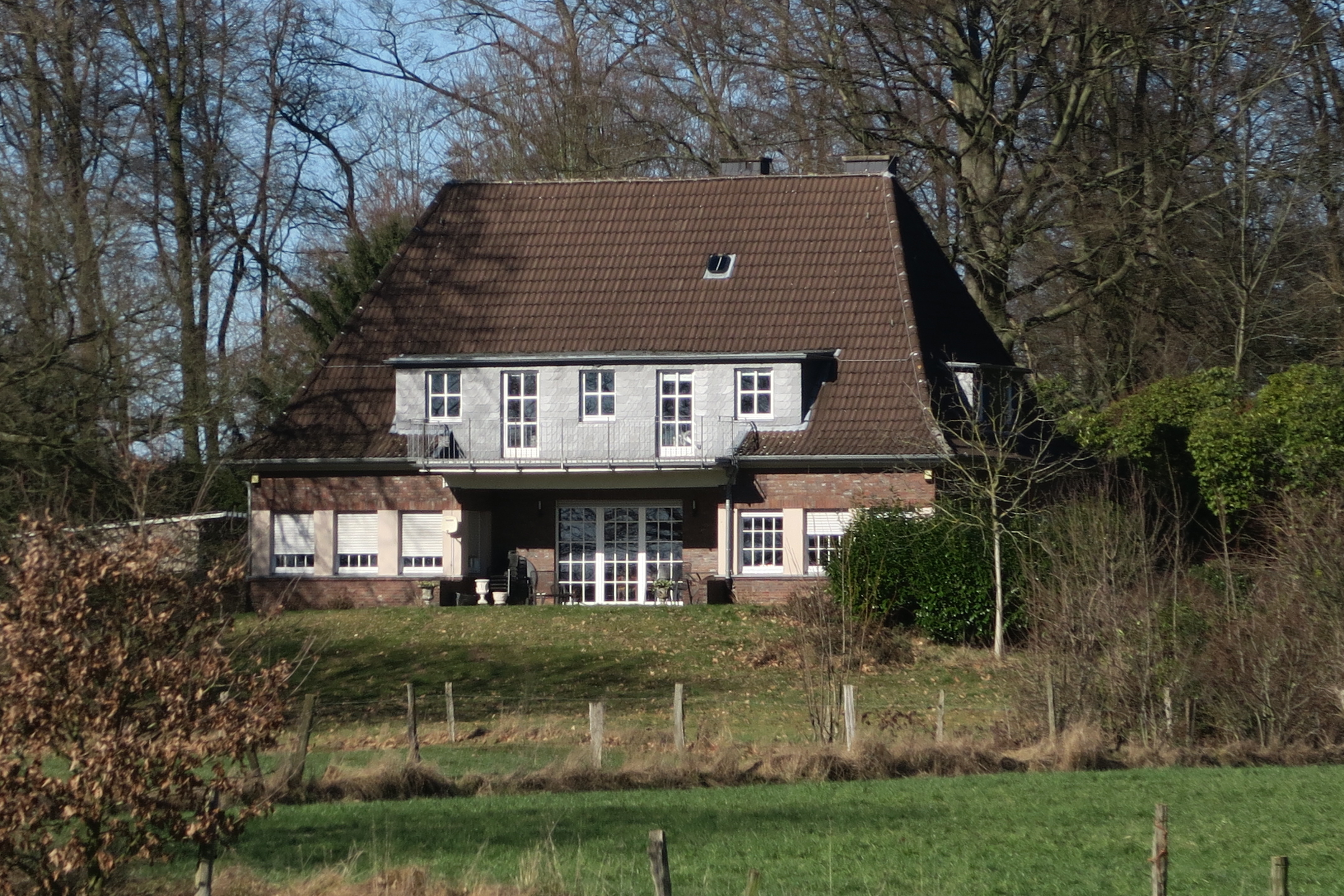
Baudenkmal Forsthaus in Großgrimberg
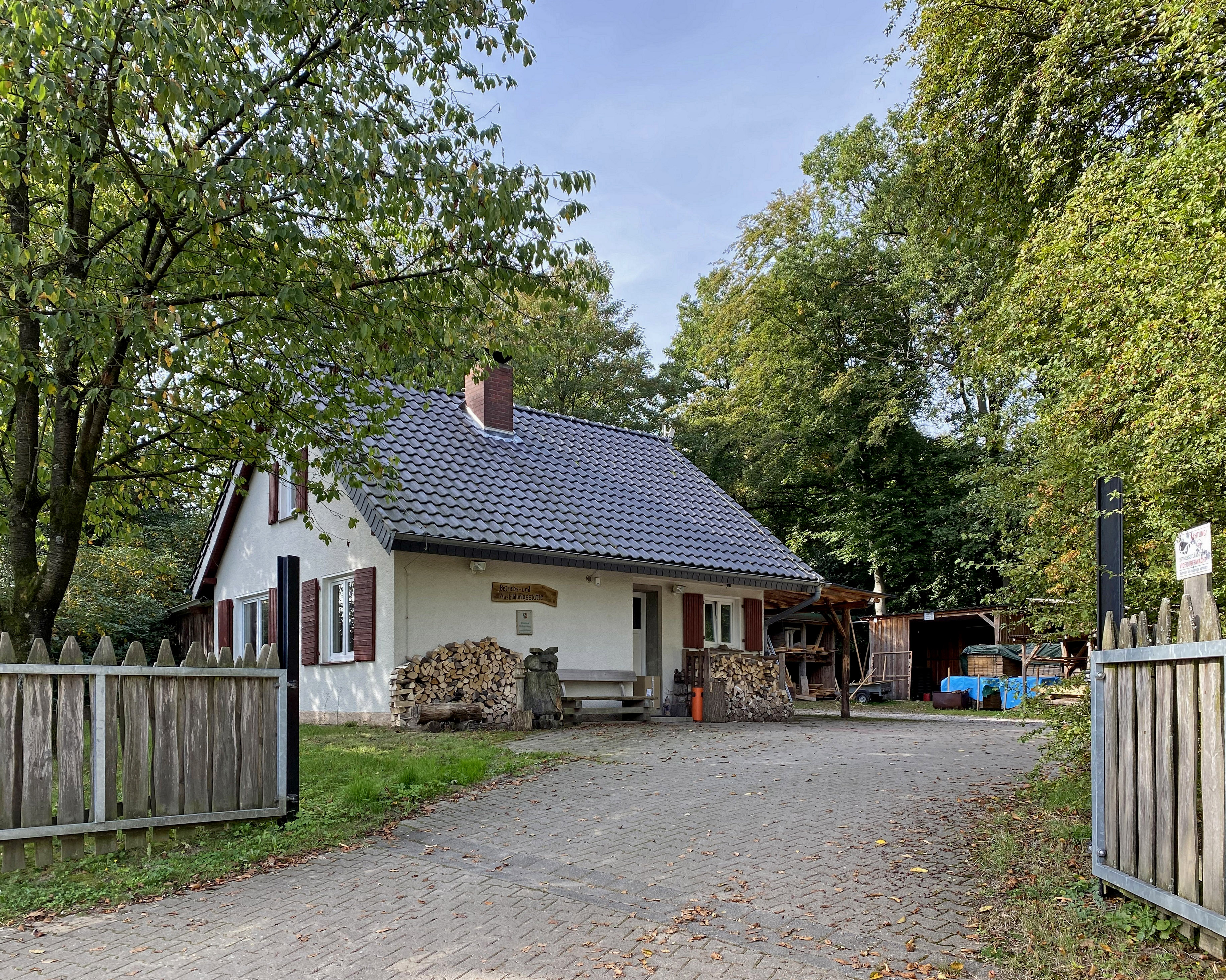
Forst-Betriebs- und Ausbildungsstelle Großgrimberg
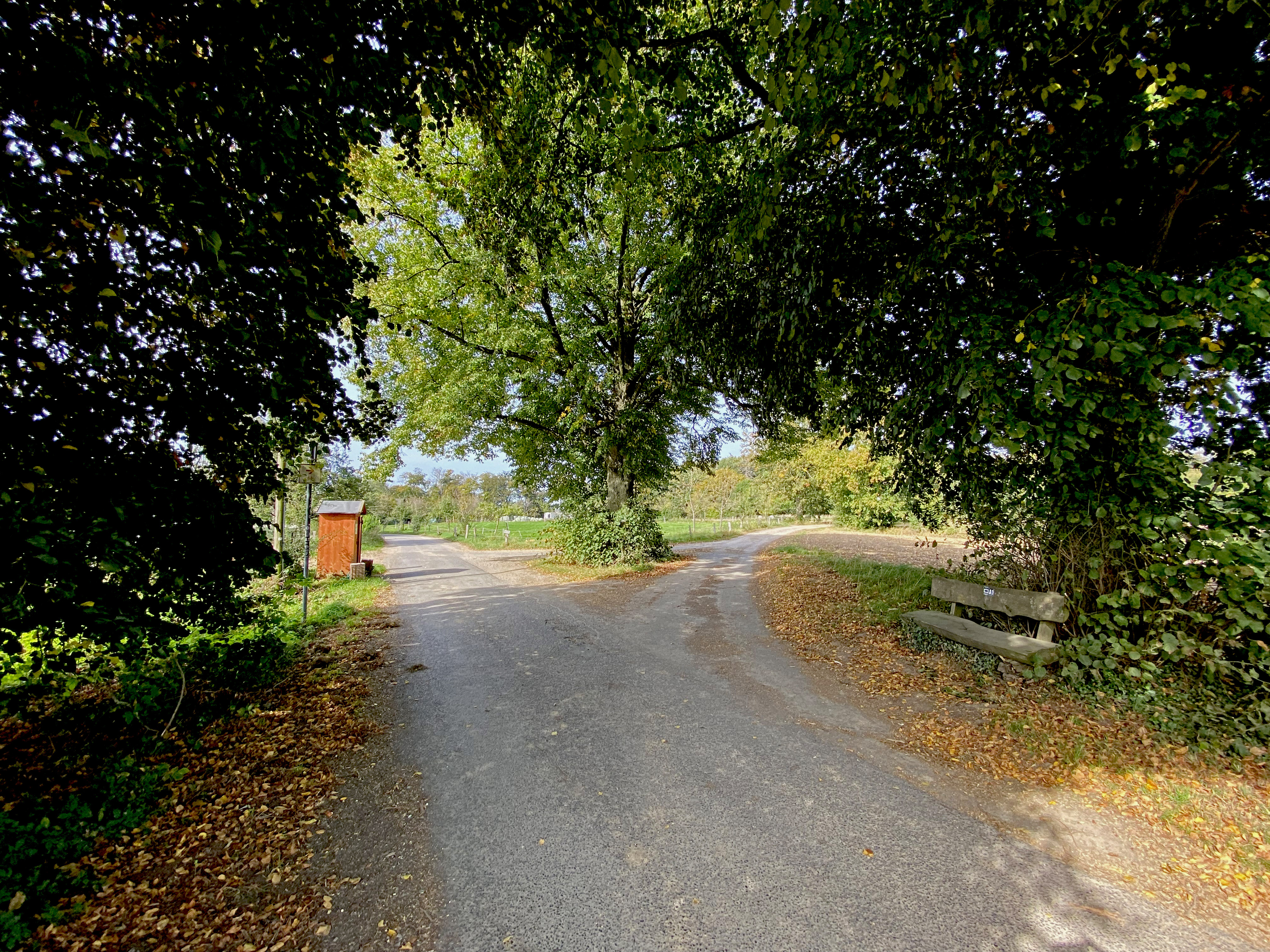
Drei Linden am Ortseingang Großgrimberg – Sitzbank an der Schwarzpulver-Wanderroute
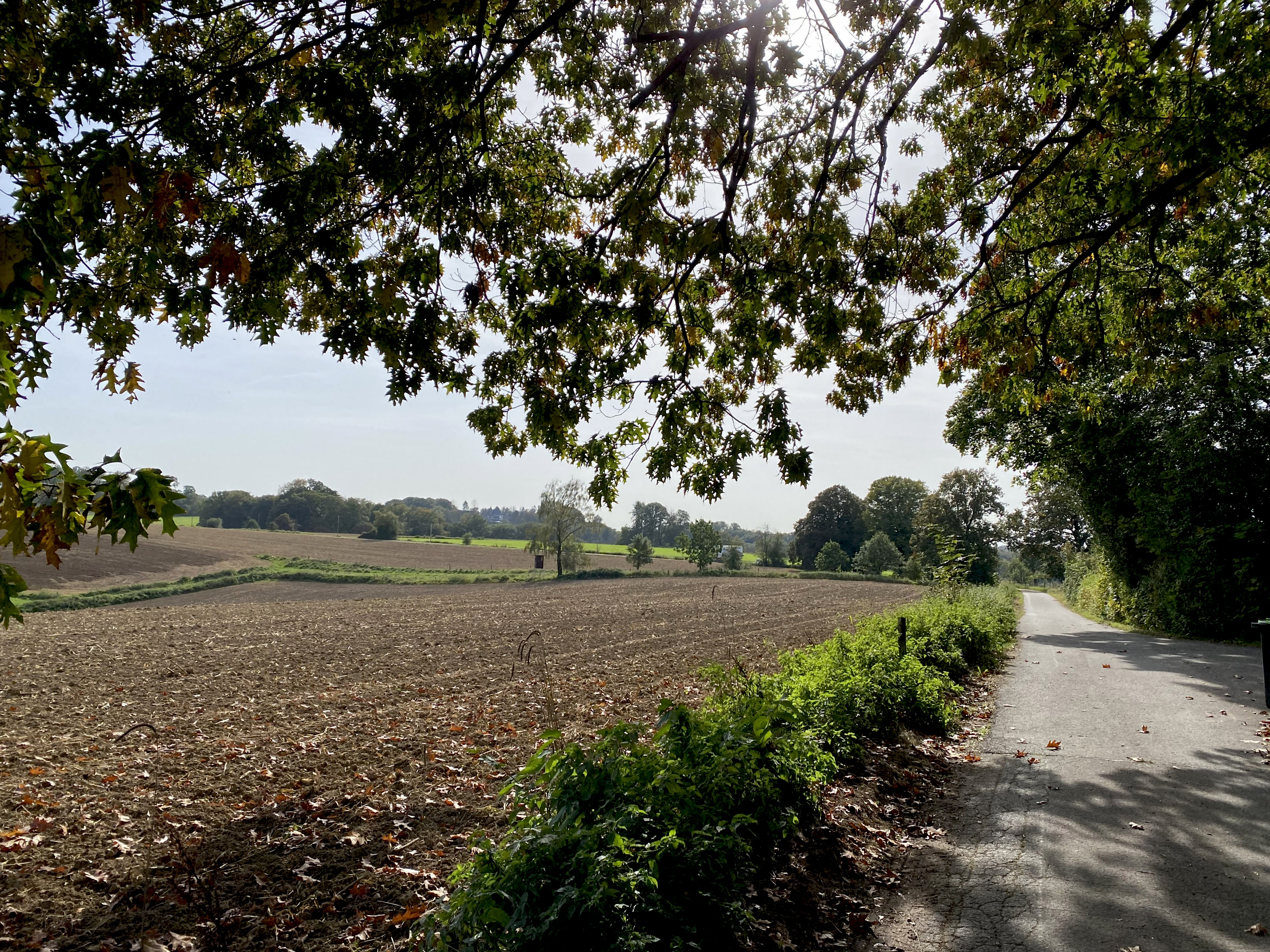
Landschaftskulisse bei Großgrimberg